# Paradossenus makuxi
Espèce
Paradossenus makuxi est une espèce d'araignées aranéomorphes de la famille des Trechaleidae.

## Distribution
Cette espèce est endémique du Roraima au Brésil,.

## Description
La femelle holotype mesure 8,54 mm, sa carapace mesure 3,48 mm de long sur 3,15 mm de large et l'abdomen 4,98 mm de long.

## Étymologie
Cette espèce est nommée en l'honneur des Makuxi.

## Publication originale
- Silva & Lise, 2011 : The Neotropical spider genus Paradossenus (Araneae, Trechaleidae): a new species, taxonomic notes and new records. Zootaxa, no 2781, p. 63-68.